# Дружба (Костромська область)
Дружба (рос. Дружба) — селище в Судиславському районі Костромської області Російської Федерації.
Населення становить 1094 особи. Входить до складу муніципального утворення Судиславське сільське поселення.

## Історія
У 1936-1944 року населений пункт перебував у складі Ярославської області. Від 1944 належить до Костромської області.
Від 2007 року входить до складу муніципального утворення Судиславське сільське поселення.

## Населення
| 2008 | 2010 | 2014  |
| ---- | ---- | ----- |
| 1105 | ↘960 | ↗1094 |